# 上安镇 (井陉县)
上安镇，是中华人民共和国河北省石家庄市井陉县下辖的一个乡镇级行政单位。

## 行政区划
上安镇下辖以下地区：
上安西村、上安东村、下安村、头泉村、岳家庄村、白王庄村、武家庄村、东方岭村、西方岭村、南方岭村、北方岭村、三合庄村和虎头山村。